# Consorzio di bonifica Cellina-Meduna
Il Consorzio di bonifica Cellina-Meduna è un consorzio di bonifica attivo nella provincia di Pordenone, nel cui Comune cui ha sede.

## Territorio
Il Consorzio opera sulla provincia di Pordenone medio-bassa (ne vengono esclusi i comuni della montagna). L'area di competenza viene ripartita in quattro bacini idrografici (Livenza, Lemene, Tagliamento e Taglio), a loro volta suddivisi in più ambiti territoriali.

## Storia
Fondato negli anni 1930, il consorzio operò inizialmente sull'attività irrigua dell'alto Podenonese. Nel secondo dopoguerra contribuì a dare impulso alla produzione idroelettrica con la costruzione di quattro grandi dighe nell'area montana sovrastante e, nella stessa regione, alla messa in sicurezza dei corsi d'acqua e delle zone franose.
Negli anni 1990 il Consorzio ampliò la propria area di competenza verso il basso Pordenonese, dove ha realizzato vere e proprie opere di bonifica.